# Gornja Vraca
Gornja Vraca je naseljeno mjesto u gradu Zenici, Federacija Bosne i Hercegovine, BiH.
Nalazi se istočno od rijeke Bosne, podno masiva Čolana.

## Stanovništvo

### 1991.
Nacionalni sastav stanovništva 1991. godine, bio je sljedeći:
ukupno: 509
- Srbi - 221 (43,42%)
- Muslimani - 171 (33,60%)
- Hrvati - 94 (18,46%)
- Jugoslaveni - 22 (4,32%)
- ostali, neopredijeljeni i nepoznato - 1 (0,20%)

### 2013.
Nacionalni sastav stanovništva 2013. godine, bio je sljedeći:
ukupno: 191
- Bošnjaci - 153 (80,10%)
- Hrvati - 35 (18,32%)
- Srbi - 1 (0,52%)
- ostali, neopredijeljeni i nepoznato - 2 (1,05%)